# Bộ Công nghiệp và Công nghệ thông tin (Trung Quốc)
Bộ Công nghiệp và Công nghệ thông tin Cộng hòa Nhân dân Trung Hoa (tiếng Trung: 中华人民共和国工业和信息化部, tiếng Anh: Ministry of Industry and Information Technology, viết tắt tên quốc tế: MIIT, từ Hán Việt: Bộ Công nghiệp và Tin tức hóa), gọi tắt là Bộ Công nghiệp và Công nghệ thông tin, hay còn được gọi Bộ Công Tín (工信部), là một cơ quan cấp bộ trực thuộc Quốc vụ viện Cộng hòa Nhân dân Trung Hoa phụ trách phụ trách lĩnh vực công nghiệp và công nghiệp thông tin. Bộ Công nghiệp và Công nghệ thông tin chịu trách nhiệm chính trong việc soạn thảo và thực hiện các kế hoạch ngành, chính sách và tiêu chuẩn công nghiệp, giám sát hoạt động hàng ngày của ngành, thúc đẩy sự phát triển của công nghệ, thiết bị chính và đổi mới độc lập, quản lý ngành truyền thông, hướng dẫn sự tiến bộ xây dựng thông tin hóa và điều phối, duy trì an ninh thông tin quốc gia.
Với tư cách là bộ quản lý ngành, Bộ Công nghiệp và Công nghệ thông tin chủ yếu quản lý về quy hoạch, chính sách, tiêu chuẩn, định hướng sự phát triển của ngành, không trực tiếp quản lý hoạt động sản xuất của doanh nghiệp. Bộ Công nghiệp và Công nghệ thông tin được thành lập trên cơ sở Bộ Công nghiệp thông tin (信息产业部) cùng Ủy ban Khoa học và Công nghệ quốc phòng (国防科工委的).

## Lịch sử

### Thành lập
Ngày 15 tháng 3 năm 2008, kỳ họp thứ nhất của Đại hội Đại biểu Nhân dân toàn quốc lần thứ XI đã thông qua Quyết định về Chương trình cải cách thể chế của Quốc vụ viện và thông qua Chương trình cải cách thể chế của Quốc vụ viện. Kế hoạch quy định thành Bộ Công nghiệp và Công nghệ thông tin với các trách nhiệm trong quản lý ngành công nghiệp của Ủy ban Cải cách và Phát triển Quốc gia, các trách nhiệm khác ngoài việc quản lý điện hạt nhân của Ủy ban Khoa học, Công nghệ và Công nghiệp quốc phòng, và trách nhiệm của Bộ Công nghiệp thông tin cùng Văn phòng Thông tin Quốc vụ viện được hợp nhất. Cục Khoa học Công nghệ và Công nghiệp quốc phòng do Bộ Công Tín thành lập và quản lý về độc quyền thuốc lá bởi Cục Thương mại Thuốc lá. Chuyển giao cơ sở giữa các cơ quan Ủy ban Khoa học công nghệ và Công nghiệp quốc phóng, Văn phòng Thông tin Quốc vụ viện và Bộ Công Tín.
Ngày 13 tháng 9 năm 2018, Văn phòng Trung ương Đảng và Văn phòng Quốc vụ viện đã ban hành Thông báo về việc Điều chỉnh nhiệm vụ của Bộ Công nghiệp và Công nghệ thông tin. Theo đó, Bộ Công Tín đã lãnh đạo việc thực hiện Công ước khung của WHO về kiểm soát thuốc lá và chuyển giao cho Ủy ban Y tế Quốc gia. Ngày 02 tháng 1 năm 2020, Bộ Công Tín quyết định tách Ty Công nghiệp thiết bị (工信部装备工业司) trước đây thành Ty Công nghiệp thiết bị I (装备工业一司) và Ty Công nghiệp thiết bị II (装备工业二司). Ty I chịu trách nhiệm chính về quản lý ngành trong lĩnh vực máy móc và ô tô, và Ty II chịu trách nhiệm chính về quản lý ngành trong lĩnh vực máy bay dân dụng, tàu dân dụng và sản xuất máy móc vận chuyển đường sắt.

### Đổi mới
Vào ngày 31 tháng 8 năm 2020, theo Ý kiến thực hiện của Ủy ban Phát triển và Cải cách Quốc gia Trung Quốc về thúc đẩy toàn diện cải cách phân tách của các hiệp hội công nghiệp, thương mại và cơ quan hành chính (Phát Cải Thể Cải [2019] Số 1063), 38 hiệp hội ngành bao gồm cả Hiệp hội Internet Trung Quốc và Hiệp hội Phát thanh Trung Quốc, cùng các đơn vị khác thuộc ngành công nghiệp và công nghệ thông tin, ban đầu do Bộ Công nghiệp và Cục Công nghệ thông tin phụ trách được tách ra, đăng ký trực tiếp theo quy định của pháp luật, hoạt động độc lập, tách khỏi chức năng hành chính, và không còn thành lập bộ phận giám sát kinh doanh. Hủy bỏ các khoản chiếm dụng tài chính trực tiếp và hỗ trợ sự phát triển thông qua Quốc vụ viện.

## Vai trò và chức trách
Theo Quy định về trách nhiệm chính và biên chế của Bộ Công nghiệp và Công nghệ thông tin Trung Quốc, Bộ Công Tín đảm nhận các chức năng sau:
1. Đề xuất chiến lược và chính sách phát triển công nghiệp hóa kiểu mới, điều phối và giải quyết những vấn đề lớn của quá trình công nghiệp hóa kiểu mới, xây dựng và tổ chức thực hiện các quy hoạch phát triển công nghiệp, truyền thông và thông tin hóa, thúc đẩy điều chỉnh chiến lược và tối ưu hóa, nâng cấp cơ cấu công nghiệp, và thúc đẩy hội nhập thông tin hóa và công nghiệp hóa, Đẩy mạnh xây dựng hệ thống nghiên cứu khoa học và sản xuất vũ khí, trang bị kết hợp quân dân y.
2. Xây dựng và tổ chức thực hiện các quy hoạch, kế hoạch và chính sách của ngành đối với ngành công nghiệp và truyền thông, đưa ra các khuyến nghị chính sách để tối ưu hóa bố cục và cơ cấu của ngành, dự thảo luật và quy định liên quan, xây dựng quy định, dự thảo các tiêu chuẩn và quy chuẩn kỹ thuật ngành và tổ chức việc thực hiện chúng, hướng dẫn các công việc quản lý chất lượng trong ngành.
3. Theo dõi, phân tích tình hình hoạt động của ngành công nghiệp và truyền thông, thống kê và công bố thông tin liên quan, thực hiện công tác dự báo, cảnh báo sớm và hướng dẫn thông tin, điều phối và giải quyết các vấn đề liên quan trong quá trình phát triển của ngành, đưa ra các đề xuất chính sách. quản lý khẩn cấp của ngành và ngành thông tin liên lạc, công tác an ninh công nghiệp và động viên quốc phòng.
4. Chịu trách nhiệm đề xuất ý kiến về quy mô và phương hướng đầu tư tài sản cố định trong lĩnh vực công nghiệp, truyền thông và công nghệ thông tin (kể cả sử dụng vốn nước ngoài và đầu tư ra nước ngoài), ý kiến về việc bố trí kinh phí xây dựng tài khóa của Trung ương và xem xét, thông qua tài sản cố định trong phạm vi kế hoạch quốc gia và hàng năm theo thẩm quyền quy định của Quốc vụ viện về dự án đầu tư.
5. Xây dựng và tổ chức thực hiện các kế hoạch, chính sách và tiêu chuẩn liên quan đến y sinh học, vật liệu mới, hàng không vũ trụ và công nghiệp thông tin trong ngành công nghệ cao, hướng dẫn đổi mới công nghệ và tiến bộ công nghệ trong ngành, chuyển đổi và nâng cấp các ngành công nghiệp truyền thống bằng công nghệ tiên tiến áp dụng, và tổ chức thực hiện khoa học và công nghệ quốc gia có liên quan đến các dự án lớn nhằm thúc đẩy công nghiệp hóa các kết quả nghiên cứu khoa học liên quan và thúc đẩy phát triển công nghiệp phần mềm, công nghiệp dịch vụ thông tin và các ngành công nghiệp mới nổi.
6. Chịu trách nhiệm tổ chức và điều phối phục hồi ngành công nghiệp sản xuất thiết bị, tổ chức xây dựng các kế hoạch và chính sách phát triển thiết bị công nghệ lớn và đổi mới độc lập, dựa vào việc xây dựng các dự án trọng điểm quốc gia để phối hợp thực hiện các dự án đặc biệt lớn có liên quan, thúc đẩy nội địa hóa các thiết bị công nghệ chính, hướng dẫn tiêu hóa và đổi mới các thiết bị công nghệ chính nhập khẩu.
7. Xây dựng và tổ chức thực hiện các chính sách khuyến khích tiết kiệm năng lượng, sử dụng toàn diện các nguồn tài nguyên và sản xuất sạch hơn trong công nghiệp và truyền thông, tham gia xây dựng kế hoạch tiết kiệm năng lượng, sử dụng toàn diện các nguồn tài nguyên và thúc đẩy sản xuất sạch hơn, tổ chức và điều phối các dự án trình diễn lớn có liên quan và các sản phẩm mới, công nghệ mới và thiết bị mới, Khuyến khích và ứng dụng vật liệu mới.
8. Thúc đẩy cải cách hệ thống công nghiệp và truyền thông và đổi mới quản lý, nâng cao chất lượng tổng thể và năng lực cạnh tranh cốt lõi của ngành, đồng thời hướng dẫn các ngành liên quan tăng cường quản lý sản xuất an toàn.
9. Chịu trách nhiệm chỉ đạo vĩ mô về phát triển doanh nghiệp nhỏ và vừa, phối hợp với các sở, ban, ngành xây dựng các chính sách và biện pháp liên quan để thúc đẩy sự phát triển của doanh nghiệp nhỏ và vừa và sự phát triển của kinh tế ngoài quốc doanh, và phối hợp giải quyết các vấn đề lớn có liên quan.
10. Phối hợp thúc đẩy công tác thông tin hóa quốc gia, tổ chức xây dựng các chính sách liên quan, điều phối các vấn đề lớn trong xây dựng thông tin hóa, thúc đẩy tích hợp mạng viễn thông, phát thanh, truyền hình và Internet, hướng dẫn và điều phối xây dựng hệ thống điện tử, thúc đẩy liên ngành và kết nối liên ngành các nguồn thông tin quan trọng, phát triển, sử dụng và chia sẻ.
11. Lập quy hoạch tổng thể mạng thông tin công cộng, Internet và mạng truyền thông dùng riêng, giám sát và quản lý thị trường dịch vụ thông tin và viễn thông theo quy định của pháp luật, xây dựng và giám sát việc thực hiện các chính sách và tiêu chuẩn giá cước dịch vụ viễn thông cùng với các bộ phận liên quan. chịu trách nhiệm phân bổ và quản lý các nguồn thông tin liên lạc và điều phối quốc tế, và thúc đẩy các dịch vụ viễn thông phổ cập. Đảm bảo các thông tin liên lạc quan trọng.
12. Thống nhất cấu hình và quản lý tài nguyên phổ tần vô tuyến điện, giám sát và quản lý các đài (trạm) vô tuyến điện theo quy định của pháp luật, điều phối và quản lý vị trí quỹ đạo vệ tinh, điều phối và xử lý các vấn đề liên quan đến quản lý vô tuyến điện giữa quân đội và mặt đất, chịu trách nhiệm giám sát, phát hiện vô tuyến điện, điều tra nhiễu và phối hợp xử lý các vấn đề về nhiễu điện từ, duy trì trật tự sóng không, tổ chức và thực hiện kiểm soát vô tuyến điện theo quy định của pháp luật.
13. Chịu trách nhiệm về an ninh mạng truyền thông và quản lý an toàn thông tin liên quan, điều phối, duy trì an toàn thông tin quốc gia và xây dựng hệ thống bảo đảm an toàn thông tin quốc gia, hướng dẫn, giám sát công tác bảo đảm an toàn hệ thống thông tin quan trọng và mạng thông tin cơ sở của các ban, ngành chủ chốt, và phối hợp xử lý mạng và các sự kiện lớn về an toàn thông tin.
14. Thực hiện hợp tác và trao đổi với nước ngoài trong lĩnh vực công nghiệp, truyền thông và thông tin hóa, thay mặt đất nước tham gia vào các tổ chức quốc tế có liên quan.
15. Thực hiện các công việc khác do Quốc vụ viện giao.

## Cơ cấu tổ chức
Cơ cấu tổ chức các đơn vị trực thuộc, phụ thuộc của Bộ Công Tín:

### Đơn vị nội bộ
- Sảnh Văn phòng (办公厅)
- Ty Chính sách và Quy định (政策法规司)
- Ty Kế hoạch (规划司)
- Ty Tài chính (财务司)
- Ty Chính sách công nghiệp (产业政策司)
- Ty Khoa học công nghệ (科技司)
- Cục Điều phối và Giám sát hoạt động (运行监测协调局)
- Cục SME (中小企业局)
- Ty Tiết kiệm và Sử dụng năng lượng toàn diện (节能与综合利用司)
- Ty An toàn lao động (工业和信息化部安全生产司)
- Ty công nghiệp nguyên liệu (原材料工业司)
- Ty Công nghiệp thiết bị I (装备工业一司)
- Ty Công nghiệp thiết bị II (装备工业二司)
- Ty Hàng tiêu dùng (消费品工业司)
- Ty Thúc đẩy hội nhập dân sự, quân sự (军民结合推进司)
- Ty Thông tin điện tử (电子信息司)
- Ty Thông tin hóa và Dịch vụ phần mềm (信息化和软件服务业司)
- Ty Phát triển Thông tin và Truyền thông (信息通信发展司)
- Cục Quản lý Thông tin và Truyền thông (信息通信管理局)
- Cục An ninh mạng (网络安全管理局)
- Cục Quản lý vô tuyến điện (工业和信息化部无线电管理局)
- Ty Hợp tác Quốc tế (工业和信息化部国际合作司)
- Ty Giáo dục cán bộ (人事教育司)
- Đảng ủy cơ quan (机关党委)
- Cục Cán bộ hưu trí (离退休干部局)
- Cục Phục vụ cơ quan (机关服务局)

### Đơn vị liên kết
- Cục Khoa học công nghệ và Công nghiệp quốc phòng (国家国防科技工业局, cấp phó bộ)
- Cục Quản lý độc quyền thuốc lá (国家烟草专卖局, cấp phó bộ)
- Viện Nghiên cứu Công nghệ thông tin và Truyền thông Trung Quốc (中国信息通信研究院)
- Bưu điện và Điện báo Nhân dân (人民邮电报)
- Trung tâm Giám sát Đài phát thanh Quốc gia (国家无线电监测中心)
- Trung tâm Nghiên cứu Phát triển an toàn thông tin (国家工业信息安全发展研究中心)
- Viện Nghiên cứu Phát triển công nghiệp thông tin điện tử (中国电子信息产业发展研究院)
- Viện Tiêu chuẩn hóa Điện tử (中国电子技术标准化研究院)
- Sở Nghiên cứu thử nghiệm môi trường và độ bền sản phẩm điện tử Trung Quốc (中国电子产品可靠性与环境试验研究所)
- Trung tâm Hợp tác Kinh tế và Kỹ thuật quốc tế (工业和信息化部国际经济技术合作中心)
- Trung tâm Giao lưu nhân tài (工业和信息化部人才交流中心)
- Trung tâm Khảo thí và Giáo dục (教育与考试中心)
- Trung tâm Xúc tiến phát triển (中小企业发展促进中心)
- Trung tâm Đấu thầu thiết bị điện và cơ khí (中国机电设备招标中心)
- Trung tâm Liên lạc (信息中心)
- Trung tâm Đảm bảo thông tin liên lạc khẩn cấp (应急通信保障中心)
- Trung tâm Xúc tiến Phát triển công nghiệp (产业发展促进中心)
- Trung tâm Phát triển văn hóa công nghiệp (工业文化发展中心)
- Trung tâm Nghiên cứu toàn diện công nghệ thông tin điện tử Uy Hải (威海电子信息技术综合研究中心)
- Viện Nghiên cứu Internet công nghiệp (中国工业互联网研究院)
- Trung tâm Phát triển công nghiệp thiết bị (装备工业发展中心)
- Trung tâm Đánh giá Phần mềm Trung Quốc (中国软件评测中心)
- Nhà xuất bản Công nghệ thông tin (中国工信出版传媒集团)
- Cục Quản lý truyền thông tại 31 tỉnh, thành phố trung ương và khu tự trị

### Đơn vị giáo dục, xã hội
- Đại học Hàng không và Du hành vũ trụ Bắc Kinh (北京航空航天大学, cấp phó bộ)
- Đại học Công nghệ Bắc Kinh (北京理工大学, cấp phó bộ)
- Đại học Công nghệ Cáp Nhĩ Tân (哈尔滨工业大学, cấp phó bộ)
- Đại học Bách khoa Tây Bắc (西北工业大学, cấp phó bộ)
- Đại học Hàng không và Du hành vũ trụ Nam Kinh (南京航空航天大学, cấp phó bộ)
- Đại học Khoa học và Công nghệ Nam Kinh (南京理工大学)
- Đại học Kỹ thuật Cáp Nhĩ Tân] (哈尔滨工程大学)
- Hội Truyền thông Trung Quốc (中国通信学会)
- Hội Điện tử Trung Quốc (中国电子学会)

## Thế hệ lãnh đạo
Được thành lập từ năm 2008, mỗi nhiệm kỳ, Bộ Công nghiệp và Công nghệ thông tin được lãnh đạo bởi Bộ trưởng và thường có bốn vị Phó Bộ trưởng. 
| Thứ tự | Bộ trưởng     | Sinh | Nhiệm kỳ          | Công tác về sau |
| ------ | ------------- | ---- | ----------------- | --------------- |
| 1      | Lý Nghị Trung | 1945 | 03/2008 – 12/2010 |                 |
| 3      | Miêu Vu       | 1955 | 12/2010 – 08/2020 |                 |
| 4      | Tiêu Á Khánh  | 1959 | 08/2020 – nay     |                 |